# 1782

## أحداث
- اندلاع حرب الزبارة وبوشهر.
- تأسيس مدينة مانيتسوك وتقع حاليا في جرينلاند.
- 21 أبريل: تأسيس مدينة بانكوك على يد راما الأول وتقع حاليا في تايلاند.
- 12 أكتوبر: تأسيس مدينة ألاخويلا وتقع حاليا في كوستاريكا.
- 19 ديسمبر: تأسيس مدينة سانت لوسيا وتقع حاليا في الأوروغواي.

## مواليد
- فريديريك روبنسون
- مارتن فان بيورين

## وفيات
- أحمد بن سعيد البوسعيدي
- علي باي بن حسين بن علي
- ماركيز روكنغهام

- قالب:الخان محمَّد جيراي